# La venganza (telenovela de 2002)
La venganza é uma telenovela estadunidense-colombiana produzida pela Telemundo e Caracol Televisión em 2002.
Foi protagonizada por Gabriela Spanic e José Ángel Llamas e antagonizada por Catherine Siachoque e Jorge Cao.

## Enredo
Vinte e cinco anos após a morte de sua filha, Helena é uma mulher madura e prestes a casar-se com Luis Miguel, mas, no dia do seu casamento, ela vê seu futuro marido a traindo com sua irmã Grazzia, e tem uma forte dor no peito que a leva a morte. No mesmo momento, uma mulher chamada Valentina Díaz, que luta para sobreviver e sustentar sua família, leva um golpe mortal na cabeça que também a leva a morte. Deus então decide dar uma nova chance a Helena e a entrega de volta a vida, mas, no corpo de Valentina. Ao longo da trama, Helena que agora é Valentina, deve se acostumar com a rotina dura de lutas e de pressão. Tendo de enfrentar pessoas perigosas, sequestro, espíritos e conflitos espirituais, e ao mesmo tempo jura vingança ao homem que a traiu e a sua irmã, mas, novamente, caba apaixonando-se pelo mesmo homem e tendo de enfrentar diversos problemas até descobrir a razão de estar naquele corpo.

## Elenco
- Gabriela Spanic - Valentina Díaz / Helena Fontana / Valentina Valerugo Fontana
- José Ángel Llamas - Luís Miguel Ariza
- Catherine Siachoque - Grazzia Fontana
- María Elena Döehring - Helena Fontana
- Jorge Cao - Fernando Valerugo
- Natasha Klauss - Sandra Guzmán
- Ana María Abello - Adoración Valerugo Domínguez
- Orlando Miguel - Felipe Rangel
- Bárbara Garofalo - Mariángel Ariza
- Carlos Duplat - Danilo Fontana
- Margalida Castro - Concepción Fernández
- Marcela Carvajal - Raquel Rangel de Valerugo
- Guillermo Galvez - Armando Serrano
- Luz Stella Luengas - Yolanda Díaz "Yaya"
- Nury Flores - Tobago Christmas
- Millie Ruperto - Bernardina Pérez "Brenda Lee"
- Vanessa Simon - Giovanna Alfieri
- John Ceballos - Rosario Paricua
- Pedro Rendón - Francisco Díaz "Pachuito"
- Yury Pérez - Franky García
- Víctor Rodríguez - Jovito Matute
- Naren Daryanani - Alfredo Valerugo
- Iveth Zamora - María Teresa "Mariaté" Carballo
- Katalina Krueger - Gabriela Santos
- Martha Mijares - María Teresa Hernández
- Julio del Mar - Padre Sebastián Valerugo
- Carlos Barbosa - Numa Pompeyo / Aurelio Santaela
- Miguel Alfonso Murillo - Americio Montalva / Padre Cumbaya
- Maria Margarita Giraldo - Matilda Gómez
- Martha Picanes - Raquel Martínez
- Germán Rojas - Leonardo Michelotto
- Milena Arango - Selma
- Germán Arias - Capitán García
- Jackeline Aristizábal - Gladys
- Yazmid Ayala - Aminta
- Rosemary Bohórquez - Clara Noyo
- Julio Correal - León
- Julio Escallón - Cirilo Coromoto Domínguez
- Claudio Fernández - Tramonti
- Natalia Gutiérrez - Noemí
- Felipe W. Hencker - Dr. Rodolfo Caicedo
- Rebeca López - Juez
- Maryluz Attorney - Amparo Cortosse
- Olga Cecilia Mendoza - Olga
- Orlando Patiño - Dr. Tortosa
- Martha Lucía Pereiro - María Luisa Arciniegas
- Antonio Puentes - Dr. Tablante
- Carlos Vicente Puentes - Ovidio
- José Quiroga - Jairo Lecuna "El Indio"
- Cecilia Ricardo - Leonora de Serrano
- Raúl Santa - Teobaldo Carmona
- Julio Sastoque - Sixto "El Gordo"
- Laura Suárez - Ximena María Benavides de Ariza
- Siguifredo Vega - Juez Montilla
- Alexander Rodríguez - Leonardo Michelotto (jovem)
- Alejandro Tamayo - Enfermeiro da clínica psiquiátrica
- Sebastián Boscan - Marco Tulio Valerugo